# Metroul din Kazan
Metroul din Kazan  (în limba rusă: Казанский метрополитен) —  a fost inaugurat la 27 august 2005.  